# Jean-Baptiste Gellé
Jean-Baptiste Gellé, né le 23 juillet 1777 à Créhange (Comté de Créhange, Saint-Empire romain germanique) et mort le 16 mars 1847 à Luxembourg-Ville (Luxembourg), est un homme d'État luxembourgeois.

## Biographie
Jean-Baptiste Gellé est le fils d'un commerçant. À l'âge de neuf ans, sa famille s'installe à Luxembourg alors sous le régime autrichien. Après la prise de la forteresse par les Français, il débute dès 1796 une carrière dans l'administration municipale. En 1800, il est promu chef de division à la préfecture du département. 
Membre de la commission de gouvernement dès 1835, son action se limite à la ville. Guillaume II le nomme en 1840 dans la commission pour l'élaboration d'une constitution luxembourgeoise et lui confie des missions officielles.
À la suite des élections législatives du 2 mai 1845, Jean-Baptiste Gellé fait son entrée au sein de l'Assemblée des États pour le canton de Luxembourg. Il siège au Parlement jusqu'à sa mort.

## Décorations
- Commandeur de l'ordre du Lion néerlandais[5] (promotion 1841)
- Commandeur de l'ordre de Léopold[5] (promotion 1843)
- Chevalier de l'ordre de la Couronne de chêne[5] (promotion 1842)